# Carlos Alberto (Fußballspieler, Januar 1984)
Carlos Alberto Souto Pinheiro Júnior (* 8. Januar 1984 in Natal), meist nur Carlos Alberto, ist ein ehemaliger brasilianischer Fußballspieler, der als Außenverteidiger für mehrere Vereine aktiv war, aber meist nur in unterklassigen Klubs seiner Heimat spielte.
Während der kurzen Trainerzeit von Lothar Matthäus spielte er für Athletico Paranaense.